# Linnanmäki
Linnanmäki (Borgbacken en sueco) es un parque de atracciones en Helsinki. Es el mayor parque de atracciones de Finlandia, con aproximadamente un millón de visitantes al año. El parque se abrió
en 1950 y es propiedad de la fundación Lasten Päivän Säätiö. Linnanmäki tiene unas 40 atracciones, para mayores y pequeños. La atracción más vieja es el carrusel, que se abrió en 1954 y la
más nueva Ukko, una montaña rusa que se inauguró en 2011.
- Datos: Q1635596
- Multimedia: Linnanmäki / Q1635596